# 극장판 포켓몬스터: 세레비 시간을 초월한 만남
〈극장판 포켓몬스터 세레비 시간을 초월한 만남〉(劇場版ポケットモンスター セレビィ 時を超えた遭遇)는 2001년 7월 7일에 개봉된 TV 애니메이션〈포켓몬스터〉의 극장판 제4기이다.

## 출연

### 주연
- 이선호
- 오오타니 이쿠에
- 김영선
- 우정신

### 조연
- 하야시바라 메구미
- 마츠모토 리카
- 이시즈카 운쇼
- 이이즈카 마유미
- 우에다 유지
- 세키 토모카즈
- 미키 신이치로
- 이누야마 이누코
- 토다 케이코
- 코야마 마미
- 스기야마 카즈코
- 타나카 마사히코
- 코오로기 사토미
- 카나이 미카
- 토마 유미
- 사카구치 코이치
- 코니시 카츠유키
- 에가와 히사오
- 유키지
- 유즈키 료카
- 코노 토모유키
- 나미키 신이치
- 츠지 카오리
- 모기 마사루
- 사노 시로
- 스즈키 안
- 야마데라 코이치
- 후지이 타카시

## 기타
- 제작책임: 이시하라 츠네카즈

## 같이 보기
- 비디오 게임을 원작으로 한 영화 목록